# 钨酸锆
钨酸锆是一种无机化合物，化学式为Zr(WO4)2。
通过常压下二氧化锆和三氧化钨反应，可以得到立方晶系的钨酸锆。它有“热缩冷胀”的性质。而在高压下，它会发生相变，先变为无定形体，再转变为U3O8型，其中锆和钨的原子无序排列。

## 拓展阅读
- FR Drymiotis, H Ledbetter, JB Betts, T Kimura, et al. Monocrystal Elastic Constants of the Negative-Thermal-Expansion Compound Zirconium Tungstate (ZrW2O8) （页面存档备份，存于）. Phys. Rev. Lett,2004. 93